# Argitari
Argitari è il secondo (e ultimo) album dei Dalton, pubblicato dalla International Audio Film nel 1975.
Gli autori dei brani appaiono contrastanti tra quelli riportati nell'album originale con quelli della ristampa (con bonus) del CD, in realtà come spiegato nelle note interne del compact disc, tutte le musiche e la maggior parte dei testi furono composti da Aronne Cereda (che nell'ellepì usò firmarsi con degli pseudonimi), salvo qualche brano scritto con Claudio Pessi, mentre il pezzo La risposta è una cover della celebre Blowing in the Wind di Bob Dylan con testi adattati da Mogol.

## Tracce
Lato A
1. L'impossibile è possibile – 3:00 (Guatelli, Biadis)
2. Hai visto il sole? – 3:37 (Guatelli, Pessi)
3. Ho ritrovato la mia donna – 3:37 (Guatelli, Pessi)
4. Argitari – 3:36 (Guatelli)
5. La risposta – 4:17 (Bob Dylan, Mogol)

Durata totale: 18:07
Lato B
1. Visione di una notte d'estate – 4:45 (Guatelli, Biadis, Gallina)
2. Odiarti no – 4:28 (Guatelli, Biadis)
3. La forza di Dio – 4:07 (Guatelli, Pessi)
4. Il vuoto – 3:47 (Guatelli, Biadis)

Durata totale: 17:07
Edizione CD del 2005, pubblicato dalla International Audio Film
1. L'impossibile è possibile – 2:54 (testo: A. Cereda)
2. Hai visto il sole? – 3:36 (testo: C. Pessi)
3. Ho ritrovato la mia donna – 3:38 (testo: A. Cereda)
4. Argitari – 3:37 (A. Cereda)
5. La risposta – 4:11 (testo: B. Dylan, Mogol)
6. Visione di una notte d'estate – 4:45 (testo: G. Gallina)
7. Odiarti no – 4:29 (testo: A. Cereda)
8. La forza di Dio – 4:11 (testo: C. Pessi)
9. Il vuoto – 3:44 (testo: C. Pessi)
10. La donna e il bambino – 4:38 (testo: A. Cereda) – Bonus Track
11. La stessa lezione – 3:11 (testo: C. Pessi) – Bonus Track
12. Una ragione di più – 4:19 (testo: A. Cereda) – Bonus Track
13. Viaggio – 2:56 (testo: G. Selleri) – Bonus Track

Durata totale: 50:09

## Musicisti
- Aronne Cereda - chitarra acustica, chitarra elettrica, voce solista
- Giancarlo Brambilla - organo, pianoforte, sintetizzatore moog, mellotron
- Rino Limonta - contrabbasso elettrico
- Tati Locatelli - batteria, percussioni

Ospiti
- Alex Chiesa - flauto, seconda voce
- Massimo Moretti - seconda voce

Note aggiuntive
- Gino Gallina - produzione
- Dalton e Alceo Guatelli - arrangiamenti
- Alceo Guatelli - direzione artistica
- Tonino Paulillo - tecnico del suono
- Gianluigi Pezzera - mixaggio
- Luciano Bertelli - cameramen
- Tito Alabiso - fotografia[1]